# Efim Minine
Efim Minine (en biélorusse: Яфім Сямёнавіч Мінін, en russe :Ефим Семёнович Минин) (9 octobre 1897, Suraž — 29 décembre 1937, Vitebsk) est un peintre et graphiste russe, puis biélorusse.

## Biographie
De 1913 à 1915, Minine étudie à Vitebsk à l'École de commerce Grekov. Puis il fait son service militaire. Après sa démobilisation en 1918, il entre à l'École artistique de Vitebsk, où il suit les cours de Iouri Pen (dont il est un des élèves favoris) et de Solomon Ioudovine. De 1920 à 1923, il enseigne successivement aux Ateliers libres d'État de Vitebsk, puis à l'Institut pratique d'art, au Tekhnikoum artistique et enfin au Tekhnikoum pédagogique juif. 
Depuis la Révolution d'Octobre 1917, chaque année se fêtait à Vitebsk l'anniversaire de cet évènement majeur. Pour la fête de 1920, le témoignage du cinéaste Eisenstein, de passage à Vitebsk, confirme que les artistes des écoles artistiques s'étaient surpassés et que la population était éberluée par les réalisations décoratives dans la ville. Une trentaine de peintres avaient été recrutés : Malevitch, Lissitzky, Vera Ermolaeva, Ivan Kliun et Pen mais aussi des peintres moins connus tels que les élèves de Iouri Pen : Solomon Ioudovine, Efim Minine.
Mais à peine trois ans plus tard, en août 1923, l'atmosphère au sein de l'"Institut artistique pratique " à Vitebsk était devenue catastrophique.
À l'été 1922 Kasimir Malevitch avait quitté l'Institut avec ses élèves pour Moscou.
Vera Ermolaeva avait pris la tête de l'établissement, mais avait rapidement transmis la direction à Gavris puis à Kerzine (Iouri Pen restant pro-recteur) après avoir, en vain, essayé de redresser la situation. Le nombre d'élèves avait été réduit à dix pour cent de ce qu'il était en 1918-1921 (60 au lieu de 600).
Les nouveaux directeurs prennent des décisions autoritaires diverses au mépris des idées des professeurs et des élèves. Iouri Pen, Solomon Ioudovine et Efim Minine, ensemble avec leurs élèves, décident de quitter l'Institut en dénonçant l'abandon des principes démocratiques qui régnaient précédemment. L'influence des idées autoritaires des bolcheviks arrivés au pouvoir se faisait sentir. Peu à peu, l'école perd son pouvoir attractif et tombe dans la morosité.          
On a souvent parlé de « renaissance vitebskoise » pour qualifier la période de 1918 à 1922,
qui vit une intense vie culturelle se développer dans la ville. La période n'a pas été longue mais elle a marqué profondément ceux qui l'ont vécue. Cet instant de liberté totale et révolutionnaire ne s'est pas prolongé pour des peintres tels que Minine, Abram Brazer, David Iakerson, Solomon Ioudovine et n'a été qu'une parenthèse dans leur carrière de peintre réaliste. Pour d'autres jeunes artistes (Ilia Tchachnik, Souetine, Kogan, Kidekel) elle a été déterminante dans leur recherche esthétique et dans leur quête d'une identité artistique.         
Minine est arrêté en 1937 à Vitebsk durant une époque de répression stalinienne par le NKVD sur l'ordre du Procureur et du parti communiste. Le 19 novembre 1937, à 40 ans, il est condamné par la Troïka du NKVD à mort par fusillade. Il sera réhabilité à titre posthume en 1958. Il connut ainsi le même sort que l'ex-directrice Vera Ermolaeva, fusillée pendant la même année sur ordre des mêmes autorités mais dans un camp de travail à Karaganda. 

## Œuvres
Minine, peintre-graphiste, portraitiste, travaille à partir de 1920 suivant la technique de la xylographie. Le thème conducteur de son œuvre est le paysage de Vitebsk qu'il utilisait pour de nombreux ex-libris. À partir de 1928, il participe à des expositions.

Des tableaux de l'artiste sont exposés au Musée des beaux-arts Pouchkine à Moscou, au Musée régional du voblast de Vitebsk, au Musée national des beaux-arts de Biélorussie à Minsk.

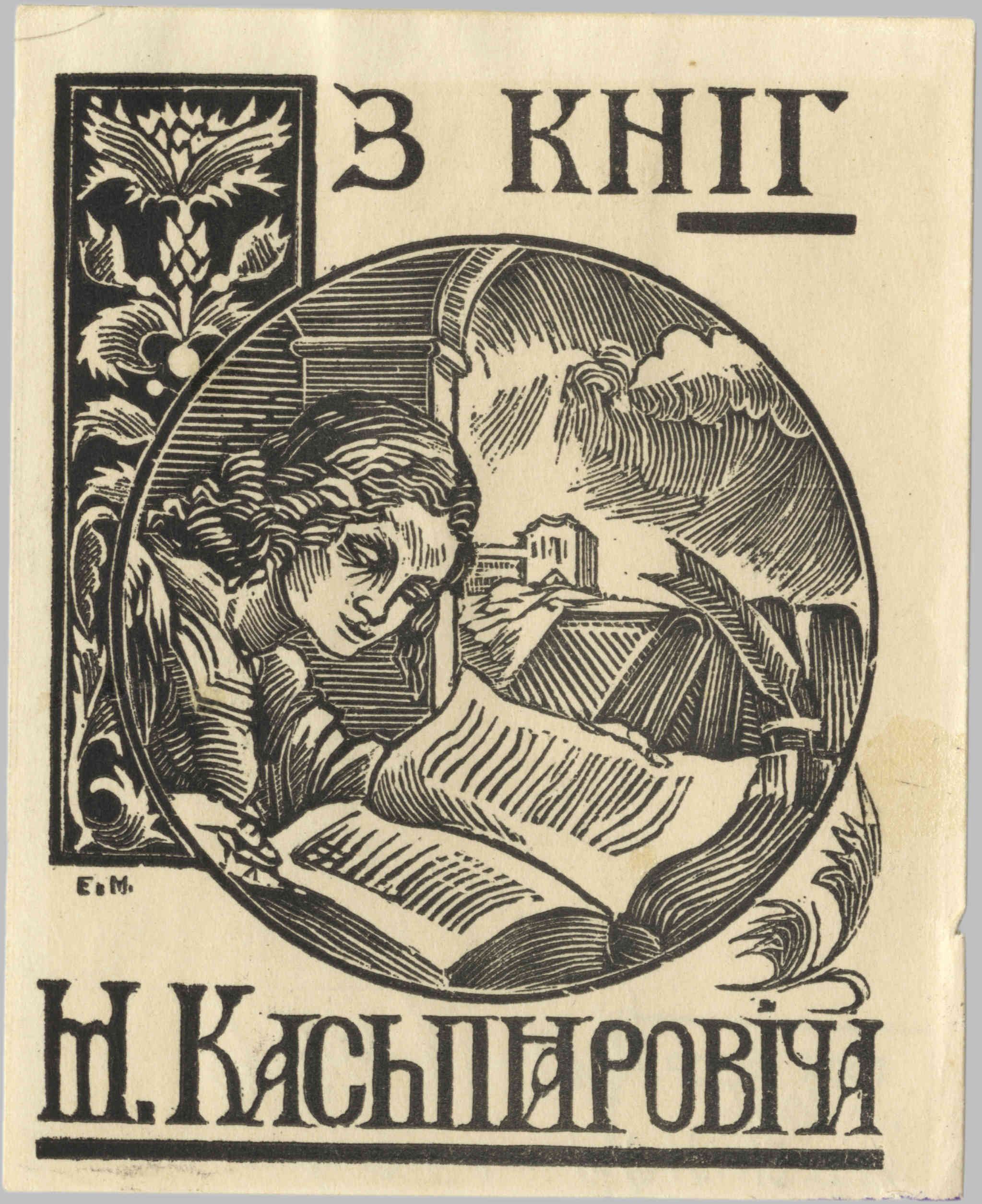
Ex-libris (1925)
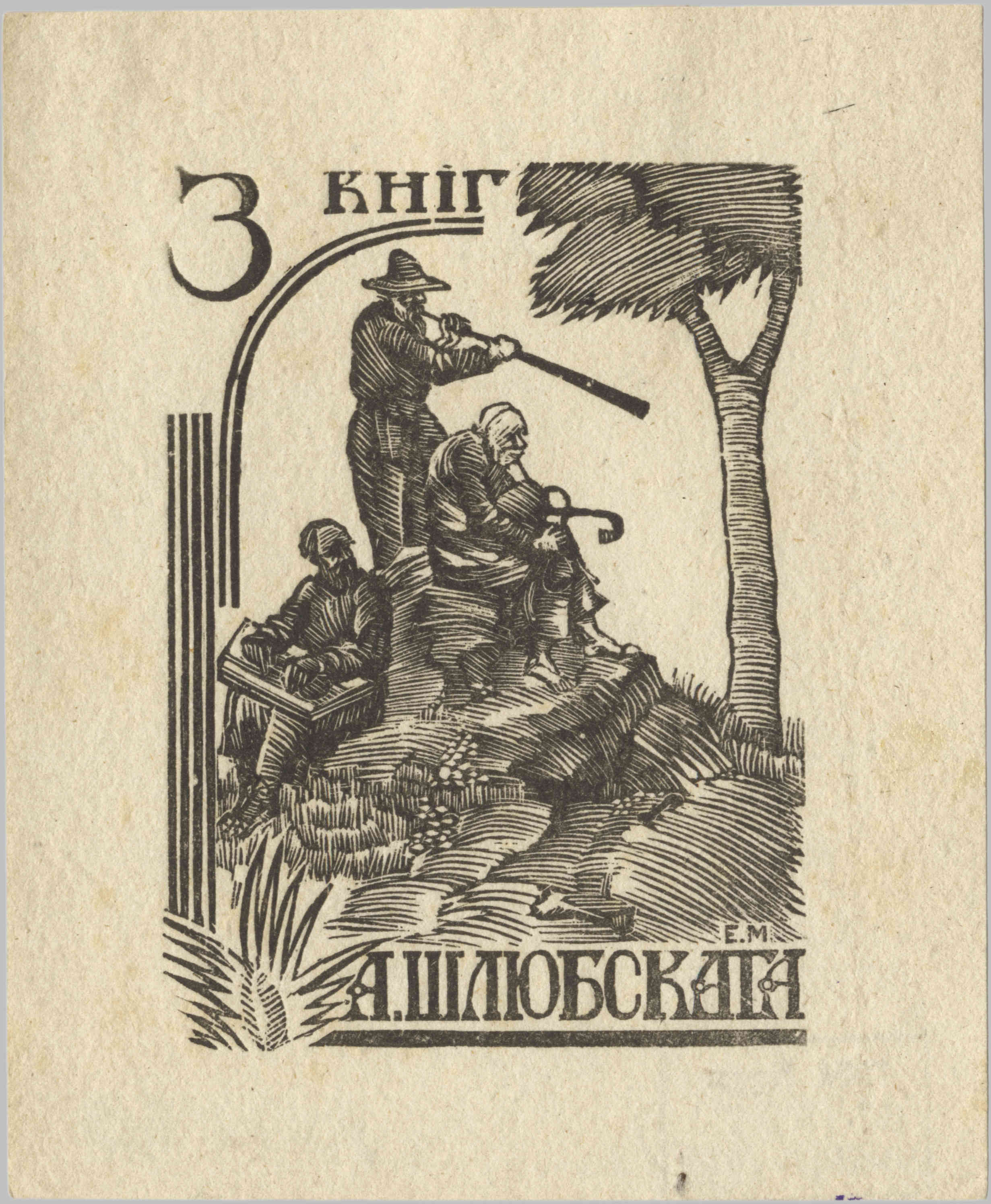
Ex-libris (1926)
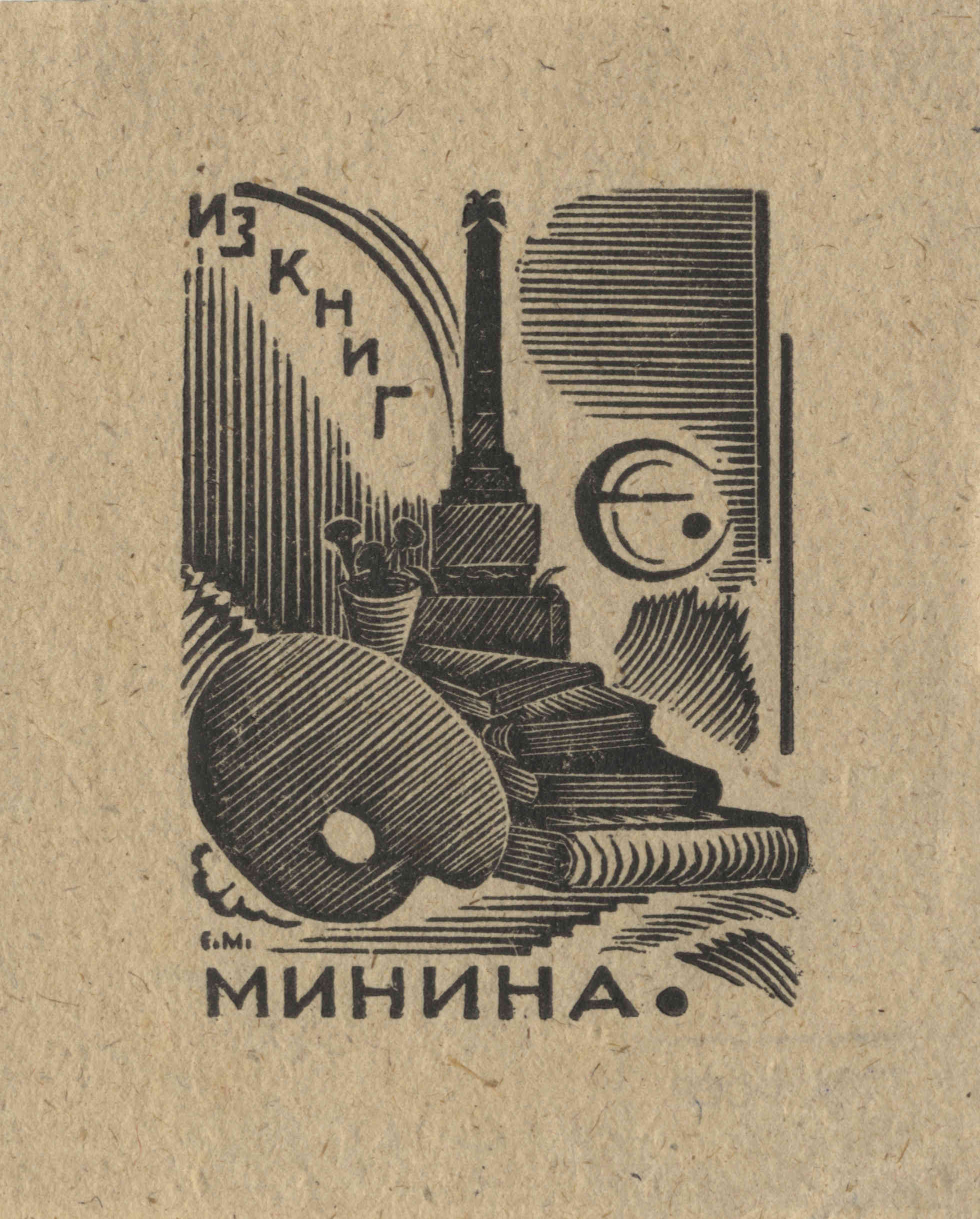
Ex-libris (1927-1929)
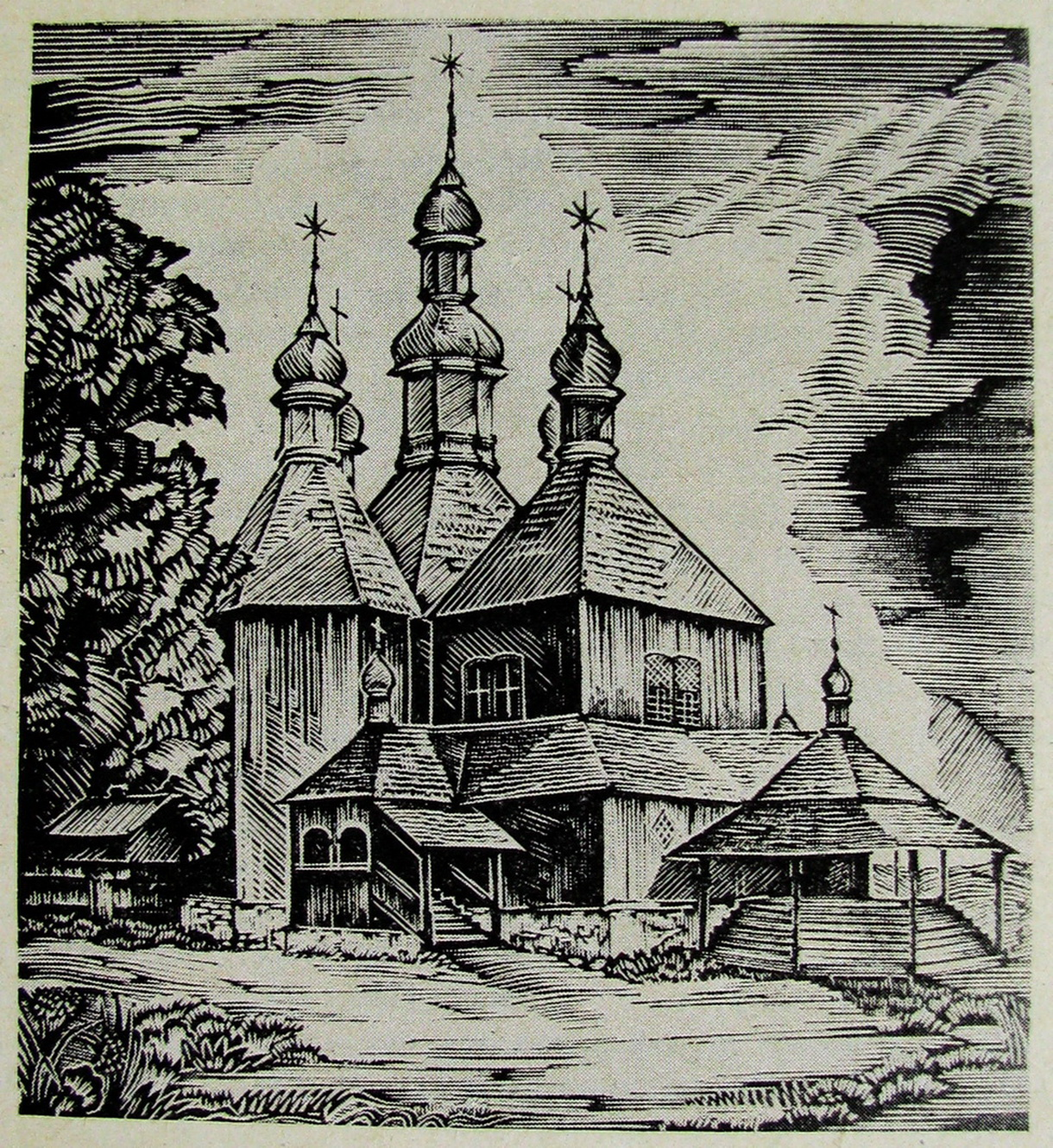
Église Ilinskaia de Vitebsk (1927)